# Don't Tell Me (Madonna)
Don't Tell Me è una canzone della cantautrice statunitense Madonna, pubblicata nel 2000 come secondo singolo estratto dall'album Music.
Il brano, scritto e composto da Madonna e suo cognato Joe Henry, è un rifacimento del brano Stop, composto e pubblicato da Joe Henry per il suo album Scar. La moglie di Henry, Melanie Ciccone, fece sentire il brano alla sorella, che lo riadattò e lo incise per l'album Music.

## Il singolo
Don't Tell Me  è stato pubblicato il 14 novembre 2000 in Europa e Giappone, e Stati Uniti.
Il singolo ha raggiunto la quarta posizione in classifica nel Regno Unito, restando 15 settimane in classifica; così come negli USA: 21 settimane in classifica e disco di platino; mentre in Italia ha raggiunto la prima posizione nella classifica dei singoli.
Il singolo contiene inoltre Cyber-Raga: un brano in sanscrito inserito nella versione giapponese e australiana dell'album Music.

## Il video
Il video, diretto dal celebre fotografo Jean-Baptiste Mondino, mostra Madonna, vestita da cowgirl, che balla con alcuni ballerini nel deserto. Nel video vengono utilizzate tecniche scenografiche e coreografiche che si adattano all'innovativa tecnica musicale dello "start&stop" della chitarra acustica utilizzata nel brano. Uscì anche un DVD contenente due versioni del video che vinse due premi MVPA Awards come miglior video dell'anno e come migliore regia.
Il video è stato trasmesso per la prima volta in Italia, su Canale 5 il 28 novembre 2000.

## Remix ufficiali
1. Don't Tell Me (Richard Humpty Vission Remix) (Madonna, Mirwais Ahmadzaï, Joe Henry)
2. Don't Tell Me (Thunderpuss 2001 Hands in the Air Anthem) (Madonna, Mirwais Ahmadzaï, Joe Henry)
3. Don't Tell Me (Thunderpuss 2001 Tribe-a-Pella) (Madonna, Mirwais Ahmadzaï, Joe Henry)
4. Don't Tell Me (Timo Maas Mix) (Madonna, Mirwais Ahmadzaï, Joe Henry)
5. Don't Tell Me (Tracy Young Club Mix) (Madonna, Mirwais Ahmadzaï, Joe Henry)
6. Don't Tell Me (Victor Calderone Sensory Mix) (Madonna, Mirwais Ahmadzaï, Joe Henry)

## Esecuzioni dal vivo
- Drowned World Tour (2001)
- Re-Invention Tour (2004)
- Roseland Ballroom, New York (concerto promozionale)
- Brixton Academy, Londra (concerto promozionale)
- HMV, Londra
- La Cantine du Faubourg, Parigi
- Top Of The Pops (BBC)
- Nulle Part Ailleurs Show (Canal+ TV)
- David Letterman Show"
- Jonathan Ross Show (BBC)
- Wetten Dass..? (ZDF TV)
- Carramba, che fortuna! (Raiuno)
- Rebel Heart Tour

## Classifiche
| Paese                  | Posizione massima |
| ---------------------- | ----------------- |
| Australia              | 7                 |
| Austria                | 12                |
| Belgio (Val)           | 27                |
| Belgio (Fia)           | 15                |
| Danimarca              | 15                |
| Finlandia              | 3                 |
| Francia                | 16                |
| Italia                 | 1                 |
| Norvegia               | 6                 |
| Nuova Zelanda          | 1                 |
| Paesi Bassi            | 26                |
| Spagna                 | 2                 |
| Svezia                 | 12                |
| Svizzera               | 10                |
| Regno Unito            | 4                 |
| U.S. Billboard Hot 100 | 4                 |